# جين سيسمور
كاثلين ماريا مارجريت سيسمور، حاصلة على رتبة الإمبراطورية البريطانية، (1898-1982) تُعرف أيضًا بجين سيسمور، وبجين آرشر بعد زواجها عام 1939. أصبحت في عام 1929 أول ضابط في جهاز الأمن البريطاني (إم آي 5) وبقيت المرأة الوحيدة في تلك الجهاز حتى تسريحها من العمل بسبب عدم طاعة الأوامر عام 1940. كانت مسؤولة عن التحقيق في الاستخبارات والتخريب السوفييتي. انضمت بعد ذلك إلى جهاز الاستخبارات السري (إم آي 6) ولكن عندما أصبح كيم فيلبي، الذي كُشف لاحقًا أنه عميل مزدوج، مديرها في العمل قلّل من عملها في التحقيقات خوفًا منه أن تكشف خيانته.
كتب فيلبي في مذكراته: «من بعد جاي ليدل، تُعد جين أبرع ضابط استخبارات جنده جهاز الأمن البريطاني على مر تاريخه». بعد التغييرات التي حصلت في جهاز الأمن البريطاني، عادت للعمل معهم عام 1945 أو 1946.

## الحياة الشخصية
ولدت جين سيسمور ابنة جون إدموند أنجيلو سيسمور وكاثلين ماود فوربس-سميث في البنغال في الحادي عشر من مارس عام 1898، وانتقلت إلى لندن في بداية طفولتها مع والديها وأخيها الأكبر. أصبحت جين طالبة مرموقة في كلية الأميرة هيلين في مقاطعة إيلينغ وجُندت لصالح جهاز الأمن البريطاني إم آي 5 عام 1915 بصفتها كاتبة الملفات ذات الثمانية عشر ربيعًا. وُصفت بأنها إحدى أفضل من جندهم جهاز الأمن البريطاني خلال فترة الحرب. في وقت فراغها، تدربت جين لتصبح محامية بالقضاء العالي وبعد نجاحها في الحصول على درجات ممتازة في الامتحان، استُدعيت لتمثل أمام المحكمة بصفتها محامية بالقضاء العالي عام 1924. قبل يوم من اندلاع الحرب العالمية الثانية، تزوجت جين من قائد الجناح العسكري جون أوليفر (جو) آرشر، الحاصل على الرتبة فائقة الامتياز ضمن الإمبراطورية البريطانية، والذي أصبح ضابط الارتباط بين جهاز الأمن البريطاني والقوات الجوية الملكية. توفيت جين آرشر في دورست في سبتمبر عام 1982.

## جون آرشر
وُلد جون أوليفر آرشر (22 سبتمبر 1887-15 سبتمبر 1968) في مقاطعة والتون. تزوج عام 1916 من إسثر شيلتون ورُزقا بطفلين في عامي 1917 و1922. توفيت إسثر عام 1930. كان ابنهم، جون شيلتون آرشر، قائد جناح في القوات الجوية الملكية ولكنه قُتل خلال الحرب عام 1934.
خلال الحرب العالمية الأولى، خدم آرشر في مرتبات فوج سيفورث هايلاندر، حيث حصل على نجمة مونز. في مدفعية الميدان الملكية، حصل آرشر على شهادة الطيار عام 1915 وخدم في القوات الجوية الملكية في جنوب روسيا. استمر ذلك بعد نهاية الحرب، وفي عام 1919، قُلد آرشر رتبة الإمبراطورية البريطانية، وتبعها الرتبة فائقة الامتياز ضمن الإمبراطورية البريطانية عام 1920. بعد توليه القيادة في الهند، رُقي عام 1926 ليضبح قائد جناح، وعاد عام 1931 إلى بريطانيا ليعمل في وزارة القوة الجوية. تقاعد من الخدمة العسكرية عام 1935، ولكنه تابع في دوره المدني. في عام 1940، أعيد تكليفه ليكون رائد مجموعة للخدمة خلال الحرب في مديرية الاستخبارات بصفته ضابط ارتباط مع جهاز الأمن البريطاني.

## جهاز الأمن البريطاني – ضابط وكاتبة ملفات
بعد تعيينها عام 1916 في جهاز الأمن البريطاني، رُقيت سيسمور عام 1922 لتكون مسؤولة عن السجلات وأيضًا مسؤولة عن الموظفات. في ذلك الوقت وحتى عام 1940 كان فيرون كيل مدير جهاز الأمن البريطاني. قُلدت سيسمور عام 1923 رتبة الإمبراطورية البريطانية بصفتها مساعدة إدارية ومشرفة على الموظفين ومكانتها خلال الحرب، وفي عام 1929 انتقلت إلى القسم ب (قسم التحقيقات والاستجوابات) إذ كانت مسؤولة عن التحقيق في النشاط الاستخباراتي والتخريبي السوفييتي. جعل منها ذلك أول ضابط أنثى في جهاز الأمن البريطاني، وأصبحت كما وصفها كريستوفر أندرو محققة هائلة.
تقدّم روجر هوليس عام 1937 للانضمام إلى جهاز الأمن البريطاني، وطلب كيل من سيسمور تقديم تقدير غير رسمي لروجر، الأمر الذي فعلته في نادي التنس الذي كانت تلعب فيه، وشمل الأمر ديك وايت الذي كان ما يزال حديث العهد بالأمور الأمنية. رفض اجتماع اللجنة الرسمية هوليس ولكنه وُظف على أية حال بناءً على قرار كيل بشرط تولي سيسمور المسؤولية عن روجر، وعليه أصبح روجر مساعد سيسمور (أصبح روجر هوليس المدير العام لجهاز الأمن البريطاني عام 1956).
استخدمت جين آرشر خلال التقصي عن والتر كريفيتسكي عام 1940 اسم السيدة مور، ووصفه كريستوفر أندرو بأنه «أول تقصٍّ احترافي عن ضابط استخبارات سوفييتي على جانبي المحيط الأطلسي». كان كريفيتسكي عميلًا سوفييتيًا في قارة أوروبا، انشق لصالح الغرب وخلق ما كشفه في الولايات المتحدة في سبتمبر عام 1939 سبقًا صحفيًا. بشكل خاص ومن وجهة نظر بريطانية، كشف أن عميلين سوفييتيين كانا يعملان في ذلك الوقت في بريطانيا. حُدد العميل الذي تمكن من كشف كنيته بسرعة وأدين بالتجسس. كان وصفه للعميل الآخر، الذي كان اسمه المشفر هومر، مراوغًا. اقترحت آرشر أن يُدعى كريفيتسكي إلى بريطانيا حتى يتسنى لها مقابلته ووافق كريفيتسكي على ذلك.
استغرق استخلاص المعلومات الذي قامت به آرشر أربعة أسابيع، ولكي يشعر كريفيتسكي أنه ذو قيمة عالية، اصطحبت آرشر معها في البداية فالنتين فيفيان رئيس قسم مكافحة التجسس في جهاز الأمن البريطاني وجاسبر هاركر رئيس القسم ب ومدير آرشر. تولّت آرشر بعد ذلك زمام الأمور واستخلصت كمية كبيرة من المعلومات. احتوى تقرير آرشر (وصفه نايجل ويست بأنه تحليل من الطراز الرفيع) 85 صفحة، واعتُمد في النظرة الشاملة لجهاز الأمن البريطاني حول النشاط الاستخباراتي السوفييتي.
ربما جعلت إفصاحات كريفيتسكي الأمر ممكنًا لكشف أن دونالد مكلين وكيم فيلبي كانا عميلين سوفييتيّين ولكن الفرصة ضاعت. حاجج أندروز بأن الإشارات التي كانت تحوم حولهما ضعيفةً، ما جعلها غير قابلة للاستخدام. اعتبر شامبان بينشر أن آرشر وهوليس كانا على خطأ، ولكنه برّأ آرشر لأنها نُقلت بسرعة إلى عمل مختلف كليًا، شغل هوليس بعد ذلك منصبها. غيّر استقصاء المعلومات الذي قامت به آرشر الفهم في المستويات العليا لجهاز الأمن البريطاني عن النشاط التجسسي السوفييتي في بريطانيا، لقد أدركوا الآن أن هذا النشاط كان على نطاق واسع في حين أنه قبل سنة واحدة كان يُعتقد خطأً أنه لم يكن موجودًا. في يناير عام 1941، مرر عميل سوفييتي يُدعى أنتوني بلانت، الذي كان يعمل داخل جهاز الأمن البريطاني، تقرير آرشر إلى العميل السوفيتي المسؤول عنه.
في أكتوبر عام 1940، نقل جهاز الأمن البريطاني مكاتبها من المبنى المؤقت غير المحبب في سجن وورم وورد سكربس إلى قصر بلينهالم غير المحبب أيضًا. في اجتماع المستوى الأعلى في القصر في نوفمبر، انتقدت آرشر العميد هاركر، الذي عُين حديثًا مديرًا لجهاز الأمن البريطاني، لعدم كفاءته. فصلها هاركر بعد ذلك، وقد كان مدير القسم ب الذي كانت تعمل فيه. كتب غاي ليدل مدير قسم مكافحة التجسس عن ذلك حول هاركر قائلًا: «لولا عدم كفاءته لما تصاعد الوضع بتلك الصورة»، ولكنه فكر أن آرشر ذهبت بعيدًا بانتقادها. بعد ذلك بفترة قصيرة، عُين دافيد بيتر المدير العام الجديد ووضع هاركر مساعدًا له؛ رأى أندروز أن طرد هاركر لآرشر هو ما جعله يُقال من منصبه ويوضع نائبًا. لبقية الحرب، لم يُوظف جهاز الأمن البريطاني أي امرأة بصفتها ضابطًا، بالرغم من أن العديد من النساء عملن في ذلك المستوى.

### الأعمال المذكورة
- Andrew، Christopher (2009). The Defence of the Realm : The Authorized History of MI5. London: Allen Lane. ISBN:9780713998856.
- Bower، Tom (1995). The Perfect English Spy : Sir Dick White and the Secret War, 1935–90. London: Heinemann. ISBN:0434000809.{{استشهاد بكتاب}}:  صيانة الاستشهاد: التاريخ والسنة (link)
- Hennessey، Thomas؛ Thomas، Claire (2011). Spooks the Unofficial History of MI5: From the First Atom Spy to 7/7, 1945–2009 (Kindle). Amberley Publishing. ISBN:978-1-4456-0801-3.
- Jeffery، Keith (2010). MI6 : The History of the Secret Intelligence Service 1909–1949. London: Bloomsbury Publishing. ISBN:978-0747591832.{{استشهاد بكتاب}}:  صيانة الاستشهاد: التاريخ والسنة (link)
- Kern، Gary (2004). A Death in Washington: Walter G. Krivitsky and the Stalin Terror. Enigma Books. ISBN:9781929631254.
- Liddell، Guy (نوفمبر 2002). "New document releases. Second World War Diaries of Guy Liddell" (PDF). الأرشيف الوطني. مؤرشف من الأصل (pdf) في 2016-03-27.
- Philby، Kim (2003). My Silent War: The Autobiography of a Spy. London: Arrow. ISBN:9781407060231.
- Pincher، Chapman (5 مايو 2011). Treachery: Betrayals, Blunders and Cover-Ups: Six Decades of Espionage (Kindle). Mainstream Publishing. ISBN:9781845968113.